# OpenCPN
 (juillet 2016).
OpenCPN (Open Chart Plotter Navigator) est un logiciel libre de navigation. Il peut être utilisé pour éditer les cartes, pour planifier une route et pour visualiser sa position en temps réel, s'il est associé à un GPS. OpenCPN est développé par une équipe de plaisanciers actifs à l'aide des conditions du monde réel pour le programme de tests.
OpenCPN utilise le GPS pour déterminer la position du bateau et les données à partir d'un AIS pour tracer les positions des bateaux dans le voisinage.